# The Heroine of San Juan
The Heroine of San Juan est un film muet américain réalisé par Francis Ford et sorti en 1916.

## Synopsis
Francis est un jeune lieutenant de l'armée américaine qui envahit Cuba et Grace est une cubaine amoureuse de lui. Ensemble, ils complotent pour que les troupes américaines puissent être sauvées de l'embuscade qui leur a été préparée par les Espagnols. Le plan réussit et les Américains l'emportent.

## Fiche technique
- Réalisation : Francis Ford
- Scénario : Grace Cunard
- Durée : 20 minutes
- Genre : Drame
- Date de sortie :
  - États-Unis : 26 novembre 1916

## Distribution
- Francis Ford
- Grace Cunard